# Аркея золотовола
Арке́я золотовола (Bangsia rothschildi) — вид горобцеподібних птахів родини саякових (Thraupidae). Мешкає в Колумбії і Еквадорі. Вид названий на честь британського орнітолога Волтера Ротшильда.

## Поширення і екологія
Золотоволі аркеї мешкають в передгір'ях на захід від Анд в західній Колумбії і північно-західному Еквадорі (Есмеральдас). Вони живуть у вологих рівнинних тропічних лісах. Зустрічаються на висоті до 1100 м над рівнем моря.